# Oliveira do Hospital (freguesia)
A Freguesia de Oliveira do Hospital é uma antiga freguesia portuguesa do Município de Oliveira do Hospital, com 8,77 km² de área e 4 717 habitantes (2011). A sua densidade populacional era 537,9 hab./km².
Foi extinta (agregada) pela reorganização administrativa de 2012/2013, sendo o seu território integrado na União de Freguesias de Oliveira do Hospital e São Paio de Gramaços.

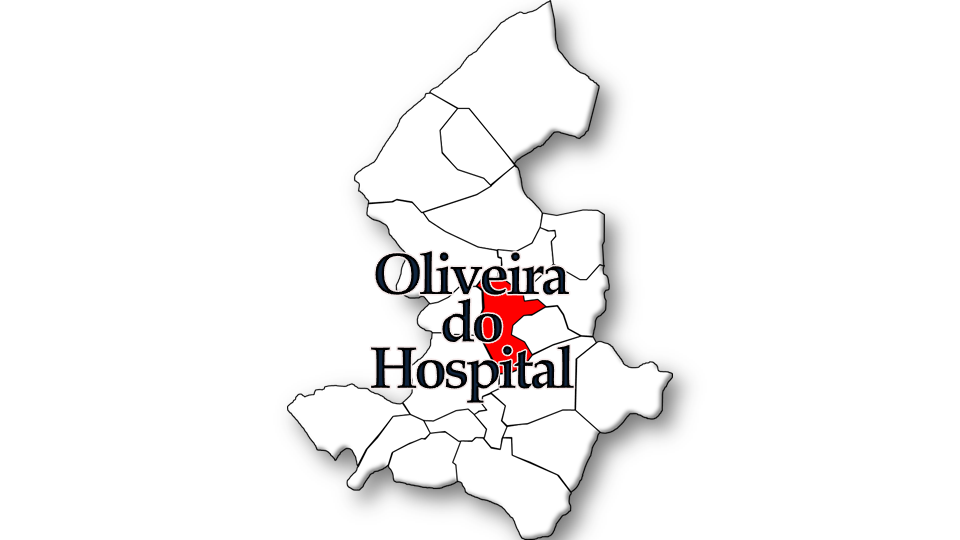
Localização no Município de Oliveira do Hospital

## População

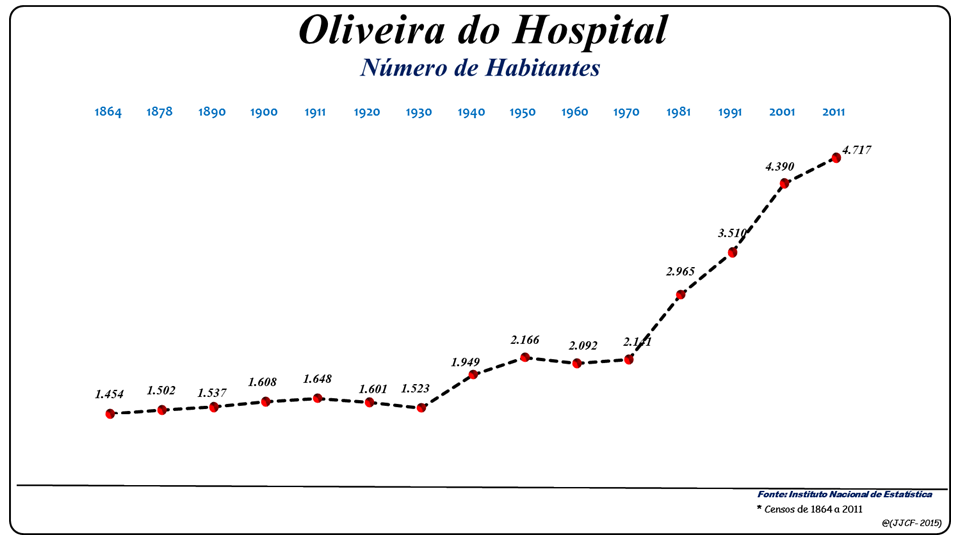
Evolução da População (1864 / 2011)

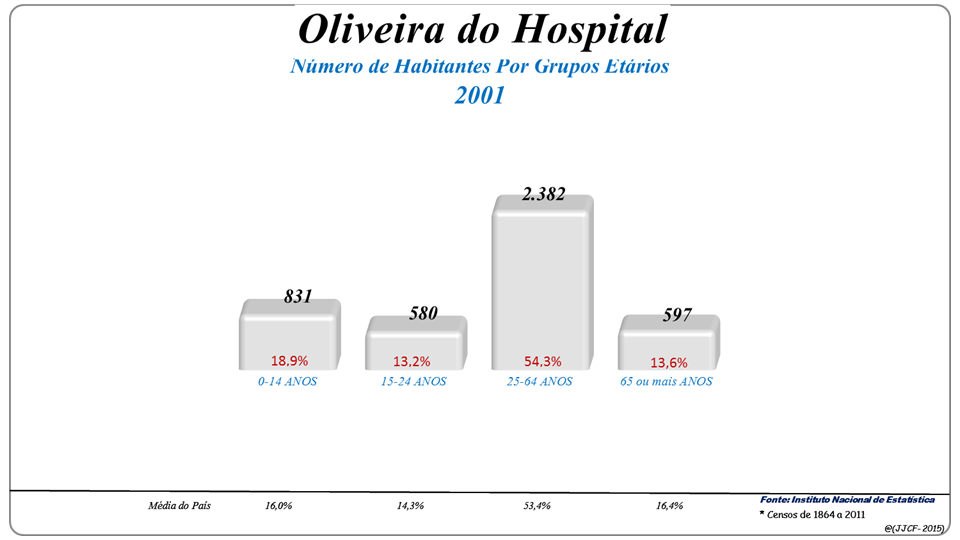
Grupos Etários (2001 e 2011)

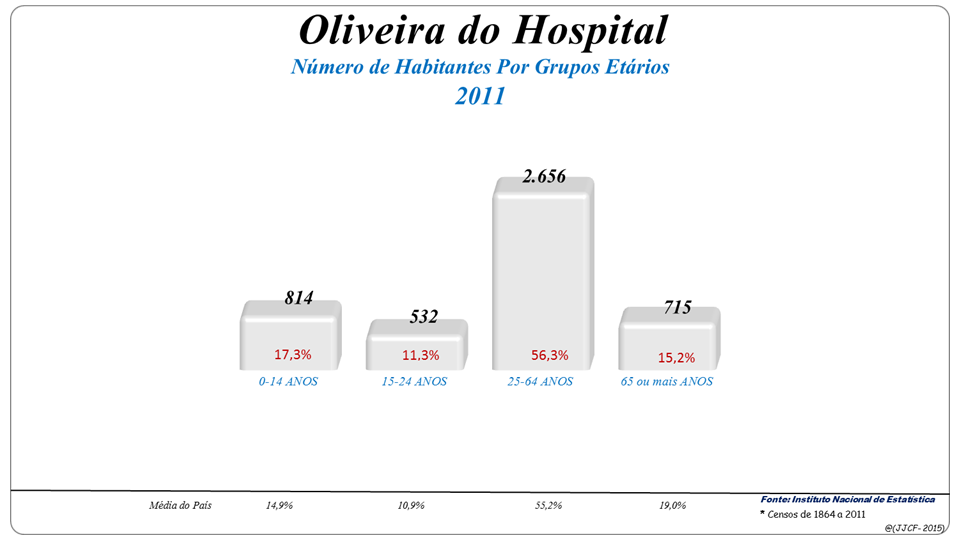
Grupos Etários (2001 e 2011)

| População da freguesia de Oliveira do Hospital | População da freguesia de Oliveira do Hospital | População da freguesia de Oliveira do Hospital | População da freguesia de Oliveira do Hospital | População da freguesia de Oliveira do Hospital | População da freguesia de Oliveira do Hospital | População da freguesia de Oliveira do Hospital | População da freguesia de Oliveira do Hospital | População da freguesia de Oliveira do Hospital | População da freguesia de Oliveira do Hospital | População da freguesia de Oliveira do Hospital | População da freguesia de Oliveira do Hospital | População da freguesia de Oliveira do Hospital | População da freguesia de Oliveira do Hospital | População da freguesia de Oliveira do Hospital |
| ---------------------------------------------- | ---------------------------------------------- | ---------------------------------------------- | ---------------------------------------------- | ---------------------------------------------- | ---------------------------------------------- | ---------------------------------------------- | ---------------------------------------------- | ---------------------------------------------- | ---------------------------------------------- | ---------------------------------------------- | ---------------------------------------------- | ---------------------------------------------- | ---------------------------------------------- | ---------------------------------------------- |
| 1864                                           | 1878                                           | 1890                                           | 1900                                           | 1911                                           | 1920                                           | 1930                                           | 1940                                           | 1950                                           | 1960                                           | 1970                                           | 1981                                           | 1991                                           | 2001                                           | 2011                                           |
| 1 454                                          | 1 502                                          | 1 537                                          | 1 608                                          | 1 648                                          | 1 601                                          | 1 523                                          | 1 949                                          | 2 166                                          | 2 092                                          | 2 141                                          | 2 965                                          | 3 510                                          | 4 390                                          | 4 717                                          |

## Património
- Pelourinho de Oliveira do Hospital
- Capelas de S. Sebastião, da Senhora dos Aflitos e de Santa Cruz
- Casas de Cima e de Baixo (com respectivas capelas e jardins) e casa sete-oitocentista (e capela)
- Museu Cabral Metelo
- Estátua de cavaleiro medieval
- Fonte do Ameal
- Parque do Mandanelho